# Just Beyond
Just Beyond (prt: A Escola do Além) é uma série de antologia de comédia de terror americana criada por Seth Grahame-Smith baseada nos romances gráficos do Boom! Studios de mesmo nome de R. L. Stine para Disney+. A série estreou em 13 de outubro de 2021, com todos os 8 episódios.

## Elenco

### Episódio 1 - Leave Them Kids Alone
- Mckenna Grace como Veronica
- Leeann Ross como Claire
- Nasim Pedrad como Miss Genevieve
- Lauren Lindsey Donzis como Heather

### Episódio 2 - Parents Are From Mars, Kids Are From Venus
- Gabriel Bateman como Jack
- Arjun Athalye como Ronald
- Tim Heidecker como Dale
- Riki Lindhome como Bonnie
- Parvesh Cheena como Ron Sr.
- Henry Thomas como Crazy Chris
- William Tokarsky como Floating Head
- Rajani Nair como Gloria

### Episódio 3 - Which Witch
- Rachel Marsh como Fiona
- Jy Prishkulnik como Luna

### Episódio 4 - My Monster
- Megan Stott como Olivia
- Sally Pressman como Brook
- Elisha Henig como Graham
- Marcelle LeBlanc como Jade
- Camryn Jade como Chloe
- Max Bickelhaup como The Squeamber

### Episódio 5 - Unfiltered
- Izabela Vidovic como Lilis
- Christine Ko como Ms. Fausse
- Jordan Sherley como Carmen
- Leela Owen como Harper
- Connor Christie como Ben

### Episódio 6 - We've Got Spirits, Yes We Do
- Lexi Underwood como Ella
- Kate Baldwin como Vivian
- Ben Gleib como Oscar
- Jackson Geach como Raymond
- Emily Marie Palmer como Rosie
- Claire Andres como Zoe

### Episódio 7 - Standing Up For Yourself
- Cyrus Arnold como Trevor
- Logan Gray como Little Trevor
- Smera Chandan como Maria
- Spencer Fitgerald como Bully Sidekick
- Henry Shepherd como Evan Burger

### Episódio 8 - The Treehouse
- Cedric Joe como Sam
- Christine Adams como Jenny
- Malcolm Barrett como Andy
- Jack Gore como Mason

## Episódios
| N.º | Título | Dirigido por     | Escrito por                    | Lançamento            | Cód. de produção |
| --- | --- | ---------------- | ------------------------------ | --------------------- | ---------------- |
| 1 | "Leave Them Kids Alone" "Deixe as Crianças em Paz (BR)" "Deixem as crianças em paz (PT)"                                                        | Marc Webb        | Seth Grahame-Smith             | 13 de outubro de 2021 | 1DWE01           |
| Uma jovem ativista é enviada à escola para meninas difíceis, onde as boas maneiras mascaram um segredo obscuro.           | |                  |                                |                       |                  |
| 2 | "Parents Are From Mars, Kids Are From Venus" "Pais São de Marte, Filhos São de Vênus (BR)" "Os pais são de Marte e os filhos são de Vénus (PT)" | Antonio Negret   | Rob Rosell                     | 13 de outubro de 2021 | 1DWE08           |
| Dois melhores amigos fazem uma descoberta bizarra sobre seus pais que os faz temer por suas vidas.                        | |                  |                                |                       |                  |
| 3 | "Which Witch" "Que Bruxa? (BR/PT)" | Ryan Zaragoza    | Mitali Jahagirdar              | 13 de outubro de 2021 | 1DWE03           |
| Uma bruxa adolescente luta para se misturar na escola depois que sua prima 'recém-saída da vassoura' chega.               | |                  |                                |                       |                  |
| 4 | "My Monster" "Meu Monstro (BR)" "O meu monstro (PT)"                                                                                            | David Katzenberg | Courtney Perdue & Baindu Saidu | 13 de outubro de 2021 | 1DWE05           |
| Depois de se mudar para a assustadora casa de infância de sua mãe, uma adolescente é assombrada por um monstro mascarado. | |                  |                                |                       |                  |
| 5 | "Unfiltered" "Sem Filtro (BR/PT)" | Patricia Cardoso | Nneka Gerstle                  | 13 de outubro de 2021 | 1DWE04           |
| Uma estudante talentosa transforma sua aparência com um aplicativo mágico de beleza... mas isso traz consequências.       | |                  |                                |                       |                  |
| 6 | "We've Got Spirits, Yes We Do" "Temos Espíritos, Temos Sim (BR/PT)"                                                                             | Marc Webb        | David Walpert                  | 13 de outubro de 2021 | 1DWE02           |
| Em uma viagem de campo a um teatro lendário, uma estudante de 14 anos fica presa em um drama fantasmagórico.              | |                  |                                |                       |                  |
| 7 | "Standing Up for Yourself" "Defenda-Se (BR)" "Não deixes que te pisem (PT)"                                                                     | David Katzenberg | Seth Grahame-Smith             | 13 de outubro de 2021 | 1DWE07           |
| Um valentão de 13 anos atormenta os moradores de sua cidade idílica, até que ele escolhe o alvo errado.                   | |                  |                                |                       |                  |
| 8 | "The Treehouse" "A Casa da Árvore (BR/PT)" | Anna Mastro      | Sarah Wise                     | 13 de outubro de 2021 | 1DWE06           |
| Um adolescente em luto é transportado para um universo alternativo e apresentado a uma escolha excruciante.               | |                  |                                |                       |                  |

## Produção
No início de maio de 2020, o Disney+ encomendou uma série de oito episódios baseada nos romances gráficos de R. L. Stine, Just Beyond, anexando Seth Grahame-Smith para escrever e atuar como produtor executivo. David Katzenberg, Stephen Christy e Ross Richie também se juntaram aos produtores executivos e Stine como co-produtor executivo com a KatzSmith Productions e a 20th Century Fox Television atuando como estúdios por trás do projeto, pois eles têm um primeiro acordo com a Boom! Studios. Nesse mesmo mês, a sala do escritor foi montada.
As filmagens começaram em Atlanta em março de 2021, com Marc Webb dirigindo dois episódios. Mckenna Grace e Lexi Underwood foram escaladas como estrelas de um episódio cada em abril de 2021, com Nasim Pedrad como estrela convidada em um episódio. O elenco adicional foi anunciado em maio, com Riki Lindhome, Tim Heidecker, Gabriel Bateman e Henry Thomas adicionados.

## Lançamento
A série estreou no Disney+ em 13 de outubro de 2021.

## Recepção
O site agregador de críticas Rotten Tomatoes relatou um índice de aprovação de 88% com uma classificação média de 6.7/10, com base em 8 críticas.
Joel Keller, do Decider, elogiou os cenários e as imagens geradas por computador, afirmando que conseguiram intensificar os elementos sobrenaturais da série, elogiou as atuações do elenco e o humor, mas afirmou que o show carece de momentos assustadores. Ashley Moulton da Common Sense Media classificou a série com 4 de 5 estrelas, achou agradável que os protagonistas são modelos positivos e elogiou como o programa aborda diferentes temas, como lidar com o luto. Dayna Eileen da CGMagazine avaliou a série em 7 de 10, afirmou que o programa consegue introduzir o gênero de terror para espectadores desconhecidos, elogiou como a série aborda a adolescência e temas assustadores, mas encontrou alguns diálogos sem interesse. Tara Bennett da IGN avaliou a série em 6 de 10, elogiou as performances do elenco, especialmente Rachel Marsh como uma bruxa adolescente, mas afirmou que o show se concentra muito na moralidade do que em fornecer momentos assustadores suficientes.

### Prêmios
A série foi nomeada para o prêmio Children's Episodic, Long Form e Specials no Writers Guild of America Awards de 2022.